# GRES Beija-Flor

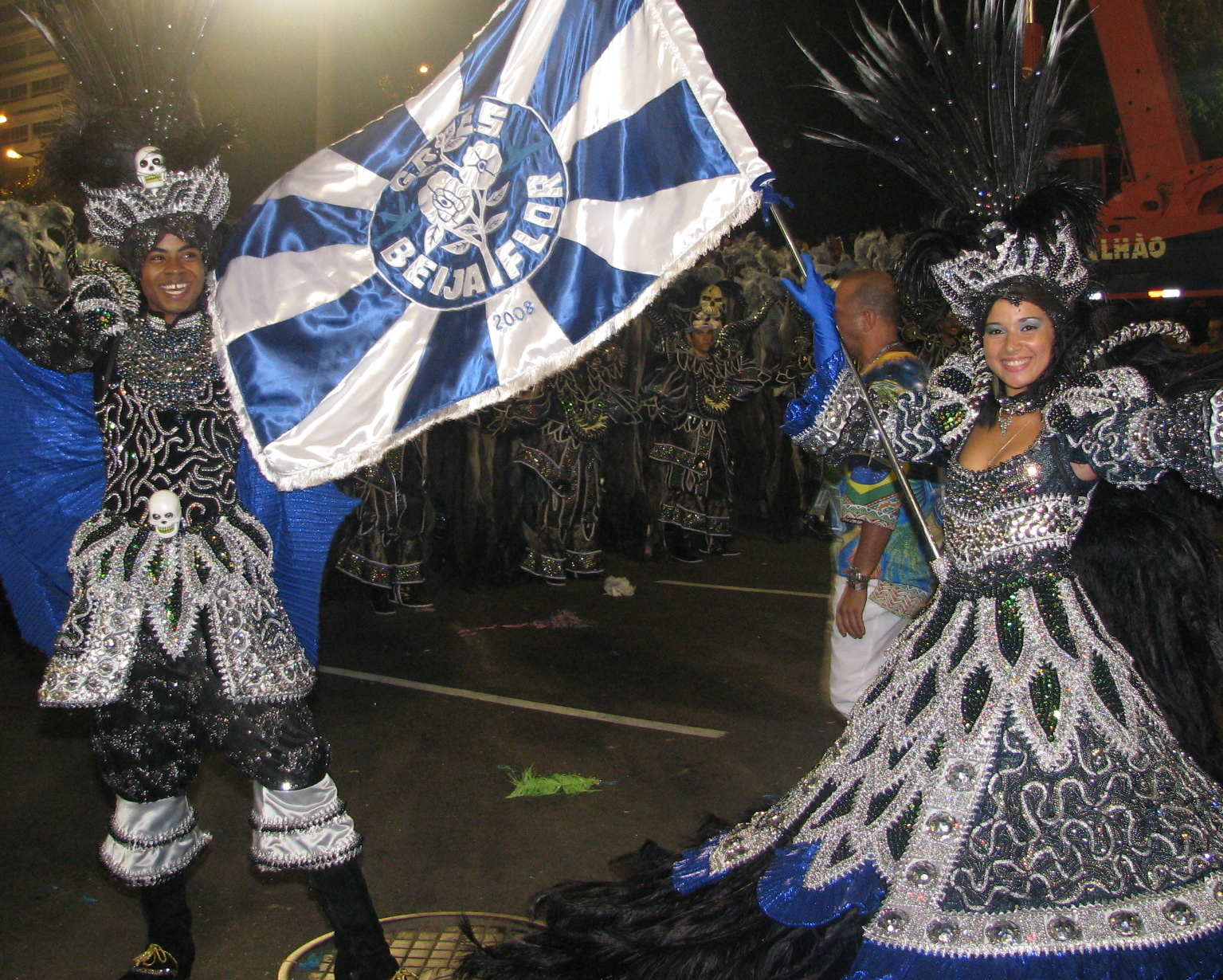
Beija-Flor in Rio, 2008

GRES Beija-Flor de Nilópolis ist eine Sambaschule in Rio de Janeiro und 14-facher Meister der Grupo Especial.

## Geschichte
Beija-Flor steht im Portugiesischen für Kolibris. Die gleichnamige Sambaschule wurde am 25. Dezember 1948 gegründet. Aus einer Gruppe von Freunden ging die Idee hervor, eine eigene Sambaschule für den Vorort Nilópolis zu gründen. Gründungsmitglieder waren Milton de Oliveira (o Negão da Cuíca) und seine Mutter Eulália, Helles Ferreira, Mário Silva, José Fernandes da Silva, Walter Silva, Édson Vieira und Hamilton Floriano.

### Erste Erfolge
Im Jahr 1953 wurde Beija-Flor offiziell in den Bund der Sambaschulen von Rio de Janeiro eingetragen. Seitdem tanzen sie in der Gruppe 2 der Liga Independente das Escolas de Samba do Rio de Janeiro (Unabhängige Liga der Sambaschulen von Rio de Janeiro). Der offizielle Name wurde mit Grêmio Recreativo Escola de Samba Beija-Flor de Nilópolis (Erholsame Zunft der Sambaschule Beija-Flor von Nilópolis) festgelegt.
Erstmalig nahm man 1954 am  Karneval in Rio teil. Bereits  bei dieser erstmaligen Teilnahme wurde Beija-Flor Sieger in ihrer Klasse, was ein Aufsteigen in die Elite der Grupo Especial bedeutete. Lange halten konnte sich Beija-Flor in dieser hohen Gruppe allerdings nicht und stieg später wieder ab, kurzfristig sogar bis in die dritte Gruppe. 

### Erste Meisterschaften
Erst 1974 konnte sich die für ihre Kreativität bekannte Sambaschule erfolgreich in die Elite zurücktanzen und etablierte sich dauerhaft.
1976 wurde erneut Geschichte geschrieben, weil mit dem erfolgreichen Zugang von Joãozinho Trinta, Laíla und anderen, die damals bei GRES Acadêmicos do Salgueiro unzufrieden waren, der erste Meistertitel gewonnen werden konnte. Ln den zwei folgenden Jahren konnte man den Titel  jeweils  verteidigen. Mit diesem dreifachen Erfolg beim Karneval von Rio konnte sich Beija-Flor einen Namen unter den großen Sambaschulen machen und war bekannt dafür, eine besonders luxuriöse Sambaschule zu sein. 

### Weitere Titel
1983 und 1998 folgten weitere Titel, dann wieder 2003, 2004, 2005, 2007, 2008 und 2011, als die Sambaschule auf der Avenida, dem Sambódromo, dominierte.
Mit einer Hommage an ein „starkes, fröhliches und buntes Afrika“ gewann Beija-Flor 2015 zum 13. Mal die Karnevalskrone von Rio de Janeiro. 2018 schloss sich der 14. Gewinn an.